# Coppa Europa di pallacanestro 3x3 2022
La Coppa Europa di pallacanestro 3x3 2022 (ufficialmente, in inglese, 2022 FIBA 3x3 Europe Cup) è stata la settima edizione della competizione internazionale co-organizzata dalla FIBA. È stata ospitata dall'Austria; si è tenuta dal 9 all'11 settembre 2022 a Graz.
Agli Europei partecipavano un totale di 24 selezioni nazionali, divise tra torneo maschile e femminile. Il torneo maschile è stato vinto dalla Serbia, i quali hanno battuto in finale la Lettonia per 21 a 14; il torneo femminile ha visto il trionfo della Francia tra le donne, le quali hanno battuto i Paesi Bassi per 21 a 14. Le medaglie di bronzo sono state vinte dai Paesi Bassi per il torneo maschile (battuta la Lituania 21 a 10) e dalla Polonia per il torneo femminile (battuta la Spagna 16 a 13).

## Medagliere
| Categoria | Oro     | Argento     | Bronzo      |
| Uomini    | Serbia  | Lettonia    | Paesi Bassi |
| Donne     | Francia | Paesi Bassi | Polonia     |

## Partecipanti

### Uomini
| Pool A - Serbia - Israele - Slovenia | Pool B - Lituania - Austria - Ungheria | Pool C - Lettonia - Polonia - Montenegro | Pool D - Paesi Bassi - Belgio - Azerbaigian |

### Donne
| Pool A - Germania - Estonia - Austria | Pool B - Francia - Svizzera - Romania | Pool C - Spagna - Paesi Bassi - Portogallo | Pool D - Polonia - Lituania - Cipro |

## Classifica maschile
| Pos.    | Team        | Formazione                                                                 |
| ------- | ----------- | -------------------------------------------------------------------------- |
| Oro     | Serbia      | Serbia 3×32 Branković, 3 Stojačić, 8 Majstorović, 9 Vasić, All. -          |
| Argento | Lettonia    | Lettonia 3×31 Miezis, 2 Lasmanis, 3 Krūmiņš, 4 Čavars, All. -              |
| Bronzo  | Paesi Bassi | Paesi Bassi 3×32 Jaring, 4 Driessen, 13 van der Horst, 44 Slagter, All. -  |
| 4       | Lituania    | Template:Lituania maschile pallacanestro 3x3 europeo 2022                  |
| 5       | Polonia     | Polonia 3×37 Sulima, 8 Zamojski, 21 Ponitka, 44 Rduch, All. -              |
| 6       | Austria     | Template:Austria maschile pallacanestro 3x3 europeo 2022                   |
| 7       | Belgio      | Template:Belgio maschile pallacanestro 3x3 europeo 2022                    |
| 8       | Israele     | Israele 3×34 Lavy, 6 Benny, 8 Szuchman, 21 Artzi, All. -                   |
| 9       | Ungheria    | Template:Ungheria maschile pallacanestro 3x3 europeo 2022                  |
| 10      | Montenegro  | Montenegro 3×31 Popović, 3 Gravanić, 11 Anđelić, 23 Jovanović, All. -      |
| 11      | Slovenia    | Template:Slovenia maschile pallacanestro 3x3 europeo 2022                  |
| 12      | Azerbaigian | Azerbaigian 3×38 Poladkhanlı, 27 Pashayev, 28 Akbarov, 44 Hamzayev, All. - |

## Classifica femminile
| Pos.    | Team        | Formazione                                                                     |
| ------- | ----------- | ------------------------------------------------------------------------------ |
| Oro     | Francia     | Francia 3×31 Mané, 3 Limouzin, 11 Djekoundade, 12 Guapo, All. -                |
| Argento | Paesi Bassi | Paesi Bassi 3×33 Bettonvil, 10 van den Adel, 12 Jorritsma, 30 Driessen, All. - |
| Bronzo  | Polonia     | Polonia 3×311 Morawiec, 13 Sosnowska, 15 Gertchen, 66 Fiszer, All. -           |
| 4       | Spagna      | Spagna 3×33 Canella, 10 Cuevas, 11 Gimeno, 13 Ygueravide, All. -               |
| 5       | Germania    | Template:Germania femminile pallacanestro 3x3 europeo 2022                     |
| 6       | Lituania    | Lituania 3×33 Petrėnaitė, 6 Nacickaitė, 9 Šulskė, 10 Grigalauskytė, All. -     |
| 7       | Svizzera    | Template:Svizzera femminile pallacanestro 3x3 europeo 2022                     |
| 8       | Estonia     | Template:Estonia femminile pallacanestro 3x3 europeo 2022                      |
| 9       | Portogallo  | Template:Portogallo femminile pallacanestro 3x3 europeo 2022                   |
| 10      | Cipro       | Cipro 3×35 Akathiotou, 9 Raca, 11 Orlović, 16 Pilakouta, All. -                |
| 11      | Austria     | Template:Austria femminile pallacanestro 3x3 europeo 2022                      |
| 12      | Romania     | Romania 3×37 Manea, 23 Podar, 24 Stoenescu, 99 Boglárka, All. -                |